# Bikok
Bikok es una comuna camerunesa perteneciente al departamento de Méfou-et-Akono de la región del Centro.
En 2005 tiene 16 278 habitantes, de los que 1414 viven en la capital comunal homónima.
Se ubica sobre la carretera N2, unos 15 km al sur de la capital nacional Yaundé.

## Localidades
Comprende, además de Bikok, las siguientes localidades:
- Abang
- Abang-Mindi
- Abili
- Akok-Bekoe
- Alen
- Andock
- Bikolog Bikome II
- Bikop
- Ebakoa
- Ebang-Mengong
- Eboug-Menyou
- Essazok II
- Evindissi
- Koulboa
- Manmenyi
- Mbadoumou I
- Mbadoumou II
- Mbaka'a
- Melen
- Mendong
- Meyila
- Mvou Nkeng I
- Ngoulmakong
- Nkil Ntsam I
- Nkil Ntsam II
- Nko-Ebe
- Nkol-Melen
- Nkol-Nsoh
- Nkolngok I
- Nkolnguet
- Nkong Dougou I
- Nkong Dougou II
- Nkong Dougou III
- Nkong Dougou IV
- Nkong Dougou V
- Nkong Dougou VI
- Nkong Nen I
- Nkong Nen II
- Nkongbimvia
- Nsoh
- Ntouessong
- Ntoun
- Nyiemeyong
- Nyomo
- Okode I
- Okode II
- Oloa
- Oman I
- Onangondi
- Ozom
- Song Mimbias
- Vegbe I
- Vegbe II
- Zoatoupsi